# مارتن شو (عالم اجتماع)
مارتن شو (بالإنجليزية: Martin Shaw)‏ هو عالم اجتماع بريطاني، ولد في 30 يونيو 1947.

## وصلات خارجية
- الموقع الرسمي